# Логиново (городской округ Солнечногорск)
Логиново — деревня в Московской области России. Входит в городской округ Солнечногорск. Население — 38 чел. (2010).
В деревне родился Герой Советского Союза Михаил Фёдорович Никитин (1914—2000).

## География
Деревня расположена на северо-западе Московской области, в западной части округа, примерно в 13 км к юго-западу от центра города Солнечногорска, на берегу Истринского водохранилища, до образования которого находилась на левом берегу впадающей в Истру реки Катыш. В деревне 5 улиц — Зелёная, Нагорная, Парковая, Садовая и Центральная, приписано 2 садоводческих товарищества. Ближайшие населённые пункты — деревни Барское-Мелечкино, Соскино, Татищево и Тимошино.

## История
В середине XIX века сельцо Логиново 1-го стана Клинского уезда Московской губернии принадлежало майору Михаилу Дмитриевичу Шпанову, в сельце было 10 дворов, крестьян 48 душ мужского пола, 51 душа женского пола.
В «Списке населённых мест» 1862 года — владельческое сельцо Клинского уезда на Звенигородском тракте, в 34 верстах от уездного города и 12 верстах от становой квартиры, при пруде, с 16 дворами, православной церковью и 104 жителями (55 мужчин, 49 женщин).
По данным на 1899 год — деревня Троицкой волости Клинского уезда с 103 душами населения.
В 1913 году — 18 дворов.
По материалам Всесоюзной переписи населения 1926 года — центр Логиновского сельсовета Троицкой волости Клинского уезда в 3,2 км от Пятницкого шоссе и 17,1 км от станции Подсолнечная Октябрьской железной дороги, проживало 111 жителей (50 мужчин, 61 женщина), насчитывалось 24 крестьянских хозяйства.
С 1929 года — населённый пункт в составе Солнечногорского района Московского округа Московской области. Постановлением ЦИК и СНК от 23 июля 1930 года округа как административно-территориальные единицы были ликвидированы.
1929—1952 гг. — центр Логиновского сельсовета Солнечногорского района.
1952—1957 гг. — деревня Бережковского сельсовета Солнечногорского района.
1957—1960 гг. — деревня Бережковского сельсовета Химкинского района.
1960—1963 гг. — деревня Бережковского (до 30.09.1960) и Пятницкого сельсоветов Солнечногорского района.
1963—1965 гг. — деревня Пятницкого сельсовета Солнечногорского укрупнённого сельского района.
1965—1969 гг. — деревня Пятницкого сельсовета Солнечногорского района.
1969—1994 гг. — деревня Обуховского сельсовета Солнечногорского района.
С 1994 до 2006 гг. деревня входила в Обуховский сельский округ Солнечногорского района.
С 2005 до 2019 гг. деревня включалась в Кривцовское сельское поселение Солнечногорского муниципального района.
С 2019 года деревня входит в городской округ Солнечногорск, в рамках администрации которого относится с территориальному управлению Кривцовское.

## Население
| 1852 | 1859 | 1890 | 1899 | 1926 | 1932 | 1966 |
| ---- | ---- | ---- | ---- | ---- | ---- | ---- |
| 99   | ↗104 | ↘102 | ↗103 | ↗111 | ↗124 | ↘85  |
| 1998 | 2002 | 2010 |      |      |      |      |
| ↘11  | ↘4   | ↗38  |      |      |      |      |